# Списак локалитета у режиму заштите на планини Тари
Следи списак локалитета у режиму заштите I степена у оквиру Националног парка Тара:
| Списак локалитета у режиму заштите на планини Тари |                          |                |                                                          |
| Назив локалитета                                   | Место                    | Степен заштите | Кратак опис                                              |
| Алушка планина                                     | Растиште                 |                | Површина 98,32ha                                         |
| Било                                               | Јокићи                   |                | мешовита заједница Панчићеве оморике и црног бора        |
| Врањак                                             | десна страна Белог Рзава |                | станиште Панчићеве оморике, смрче, црног бора            |
| Звијезда                                           | Кањон Дрине              |                |                                                          |
| Змајевачки поток                                   | део гребена Збориште     |                | шуме смрче и Панчићеве оморике                           |
| Кањон Бруснице                                     | Кањон Бруснице           |                |                                                          |
| Кањон Склопови                                     | кањон Белог Рзава        |                | насељавају ендемичне врсте флоре                         |
| Клисура Дервенте                                   | речни ток реке Дервенте  |                | насељавају ендемичне врсте флоре                         |
| Клисура Раче                                       | клисурасти део реке Раче |                | извори топле воде Лађевска вреала и прашума брдске букве |
| Кремићи                                            | централни део НП Тара    |                | налазиште Панчићеве оморике                              |
| Љути брег                                          | падине Црног врха        |                | локално распрострањена заједница оморике са смрчом       |
| Под Горушицом                                      | средишњи део Таре        |                |                                                          |
| Пушине                                             | источни део Таре         |                |                                                          |
| Студенац                                           | Заовине                  |                |                                                          |
| Црвене стене                                       | центални део НП Тара     |                |                                                          |
| Црвени поток                                       | центални део НП Тара     |                |                                                          |